# Neewiller-près-Lauterbourg
Neewiller-près-Lauterbourg är en kommun i departementet Bas-Rhin i regionen Grand Est (tidigare regionen Alsace) i nordöstra Frankrike. Kommunen ligger i kantonen Lauterbourg som tillhör arrondissementet Wissembourg. År 2022 hade Neewiller-près-Lauterbourg 653 invånare.

## Befolkningsutveckling
Antalet invånare i kommunen Neewiller-près-Lauterbourg
| Referens: INSEE |